# Resistenza al fuoco
La resistenza al fuoco è una delle misure antincendio di protezione da perseguire per garantire un adeguato livello di sicurezza di un’opera da costruzione in condizioni di incendio. Essa riguarda la capacità portante in caso di incendio, per una struttura, per una parte della struttura o per un elemento strutturale nonché la capacità di compartimentazione in caso di incendio per gli elementi di separazione strutturali (es. muri, solai, ...) e non strutturali (es. porte, divisori, ...). La capacità portante in caso di incendio è l'attitudine della struttura, di una parte della struttura o di un elemento strutturale, a conservare una sufficiente resistenza meccanica sotto l’azione del fuoco, tenendo conto delle altre azioni agenti.

## Descrizione
I principali parametri per la valutazione della resistenza al fuoco sono: 
- la resistenza R: attitudine a conservare la resistenza meccanica sotto l'azione del fuoco;
- l'ermeticità E: attitudine a non lasciar passare né produrre fiamme, vapori o gas caldi sul lato non esposto;
- l'isolamento termico I: attitudine a ridurre la trasmissione del calore.

In accordo con la norma attuale EN 13501, esistono anche altri parametri come il livello di radiazione (simbolo W), la resistenza all'impatto (M), l'auto-chiusura dell'elemento costruttivo in caso di incendio (C) ed altre. Mentre alcune di esse, alla stregua di R, E, ed I, sono fondamentalmente delle misure di tempo per i quali il criterio viene mantenuto (fra queste ricade W), altre sono valutate in vario modo e non necessariamente indicando il tempo di resistenza.
La sigla "REI" deriva dalle parole francesi:
- Resistance = R = resistenza
- Entretenir / Etanchéité = E = ermeticità
- Isolement = I = isolamento

Specificamente le grandezze si combinano nel seguente modo:
- con il simbolo REI (seguito da un numero n) si identifica un elemento costruttivo che conserva per un tempo determinato n la resistenza meccanica, la tenuta alle fiamme e ai gas caldi, l'isolamento termico;
- con il simbolo RE (seguito da un numero n) si identifica un elemento costruttivo conserva per un tempo determinato n la resistenza meccanica e la tenuta alle fiamme e ai gas caldi;
- con il simbolo R (seguito da un numero n) si identifica un elemento costruttivo conserva per un tempo determinato n la resistenza meccanica.

Il numero n indica la classe di resistenza al fuoco, calcolata e commisurata al carico di incendio specifico di progetto caratterizzante il compartimento analizzato.

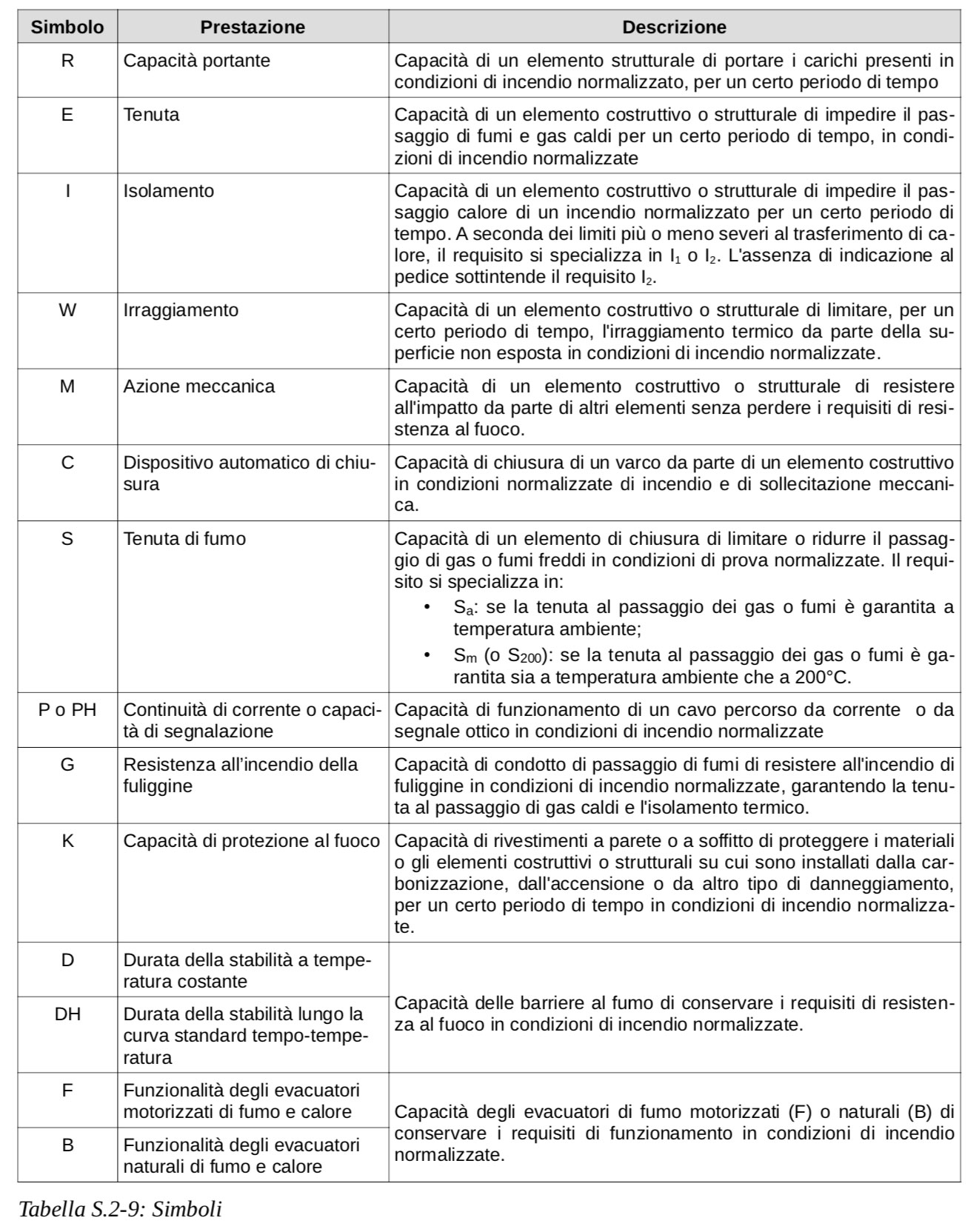

Le classi di resistenza al fuoco sono: 10, 15, 20, 30, 45, 60, 90, 120, 180, 240 e 360, ed esprimono il tempo, in minuti primi di esposizione alla curva nominale ISO 834, durante il quale la resistenza al fuoco deve essere garantita
La verifica di resistenza al fuoco può essere eseguita sostanzialmente i 3 modi differenti:
1. Tabellare: modalità per la classificazione in base a confronti con tabelle;
2. Analitico: modalità per la classificazione in base ai risultati di calcoli;
3. Sperimentale: modalità per la classificazione in base ai risultati di prove.

Il metodo tabellare è sicuramente il più semplice, infatti il progettista deve semplicemente (rispettando alcuni parametri) commisurare il proprio elemento da certificare con tabelle le quali forniscono senza alcun calcolo le caratteristiche di resistenza al fuoco dell'elemento.
Il metodo analitico è sicuramente quello più complesso e quello dove il progettista sfrutta a pieno le sue capacità ingegneristiche per verificare le prestazioni di resistenza al fuoco della struttura, analizzando sia le sollecitazioni sulla struttura che l'andamento delle temperature all'interno della sezione analizzata. Lo sforzo di progettazione è giustificato in quanto è possibile certificare strutture senza dover far sostenere spese eccessive al cliente.
Il metodo sperimentale può ritenersi piuttosto semplice a livello di progettazione, ma decisamente oneroso per il cliente. Con questo metodo infatti, il cliente è costretto ad installare e sostenere spese ingenti per la protezione delle strutture mediante elementi protettivi (lastre in carton-gesso REI, vernici intumescenti, intonaci speciali...)
I certificati ottenuti secondo le vecchie normative sono validi 5 anni se ottenuti dopo il 1995 e mantengono la loro valenza solo in Italia; attualmente, come da decreto ministeriale 16 febbraio 2007 i nuovi prodotti ed elementi da costruzione devono essere certificati secondo le regole che fanno capo alla norma EN 13501 e, più specificamente, alla EN 13501-1 per la reazione al fuoco e 13501-2 per la resistenza al fuoco.
Le norme di riferimento sono di vario carattere: per ogni nazione appartenente alla Comunità Europea il campo di applicabilità del risultato della EN 13501 è vario e non univoco.

## Normativa di riferimento
Normative obsolete
- Circolare n. 91 del 14.09.1961
- D.M. del 30.11.1983
- D.P.R. n. 577 del 29.07.1982

Norme in vigore
- EN 13501-2 (norma generica sulla resistenza al fuoco di elementi costruttivi)
- recepita in Italia con D.M.16-02-07

Elementi strutturali
- EN 1365-1 (pareti)
- EN 1365-2 (pavimenti e tetti strutturali)
- EN 1365-3 (travi)
- EN 1365-4 (colonne)

Elementi non strutturali
- EN 1364-1 (pareti non portanti)
- EN 1364-2 (tetti sospesi)
- EN 1364-3 (muri "cortina", in inglese curtain wall)
- EN 1364-4 (muri di facciata leggera)
- EN 1634-1 e (solo fino all'entrata in vigore della marcatura CE) UNI 9723 per porte tagliafuoco
- EN 1634-2 (telai per porte tagliafuoco)
- EN 14600 (test di durabilità per porte autoserranti, parametro C)
- EN 12101-1 (barriere antifumo)

Installazioni di servizio
- EN 1366-1 fino al -9: condotti ed elementi sigillanti
- EN 12101-2 e -3 (ventilatori naturali o artificiali)